# Zec de la Rivière-Saint-Jean-du-Saguenay
Pour les articles homonymes, voir Saguenay et Rivière Saint-Jean.
La Zec de la Rivière-Saint-Jean-du-Saguenay est une zone d'exploitation contrôlée (zec) située dans la municipalité de L'Anse-Saint-Jean, dans la municipalité régionale de comté (MRC) Le Fjord-du-Saguenay, dans la région administrative du Saguenay–Lac-Saint-Jean, au Québec, au Canada.
La "Zec de la Rivière-Saint-Jean-du-Saguenay" administre des segments de rivière Saint-Jean (rivière Saguenay). Tandis que la zec de l'Anse-Saint-Jean administre les terres publiques sur un territoire forestier autour de la rivière.

## Toponymie
Le toponyme "Zec de la Rivière-Saint-Jean-du-Saguenay" a été officialisé le 7 octobre 1994 à la Banque des noms de lieux de la Commission de toponymie du Québec.